# Semiothisa luteiceps
Semiothisa luteiceps là một loài bướm đêm trong họ Geometridae.